# 履带式起重机
履带式起重机（英語：crawler crane，简称履带吊），一种利用履带行走的流动式起重机，具有较强的吊装能力，起重量大，防滑性能好，对路面要求低，可以吊重行走。适合大型工厂如石化、电力、冶金、化工、核能建设作业，在厂区内工作。特點：操作靈活、使用方便，起重臂可分節接長、機身可360度迴轉，在平坦堅實的道路上可負重行走，換裝工作裝置後可成為挖土機或打樁機使用，是一種多功能、移動式吊裝機械。

## 结构

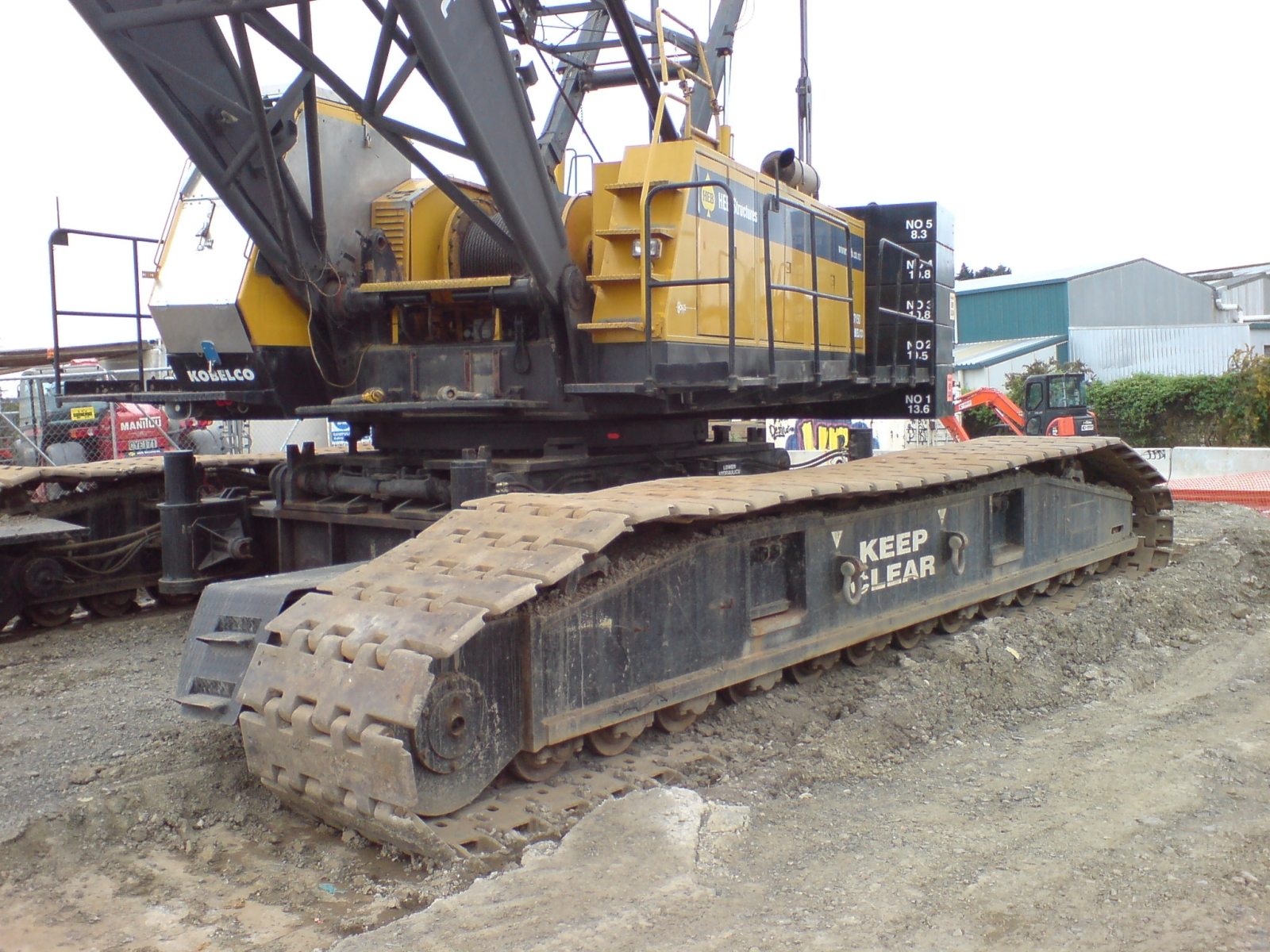
履带行走装置

## 图集

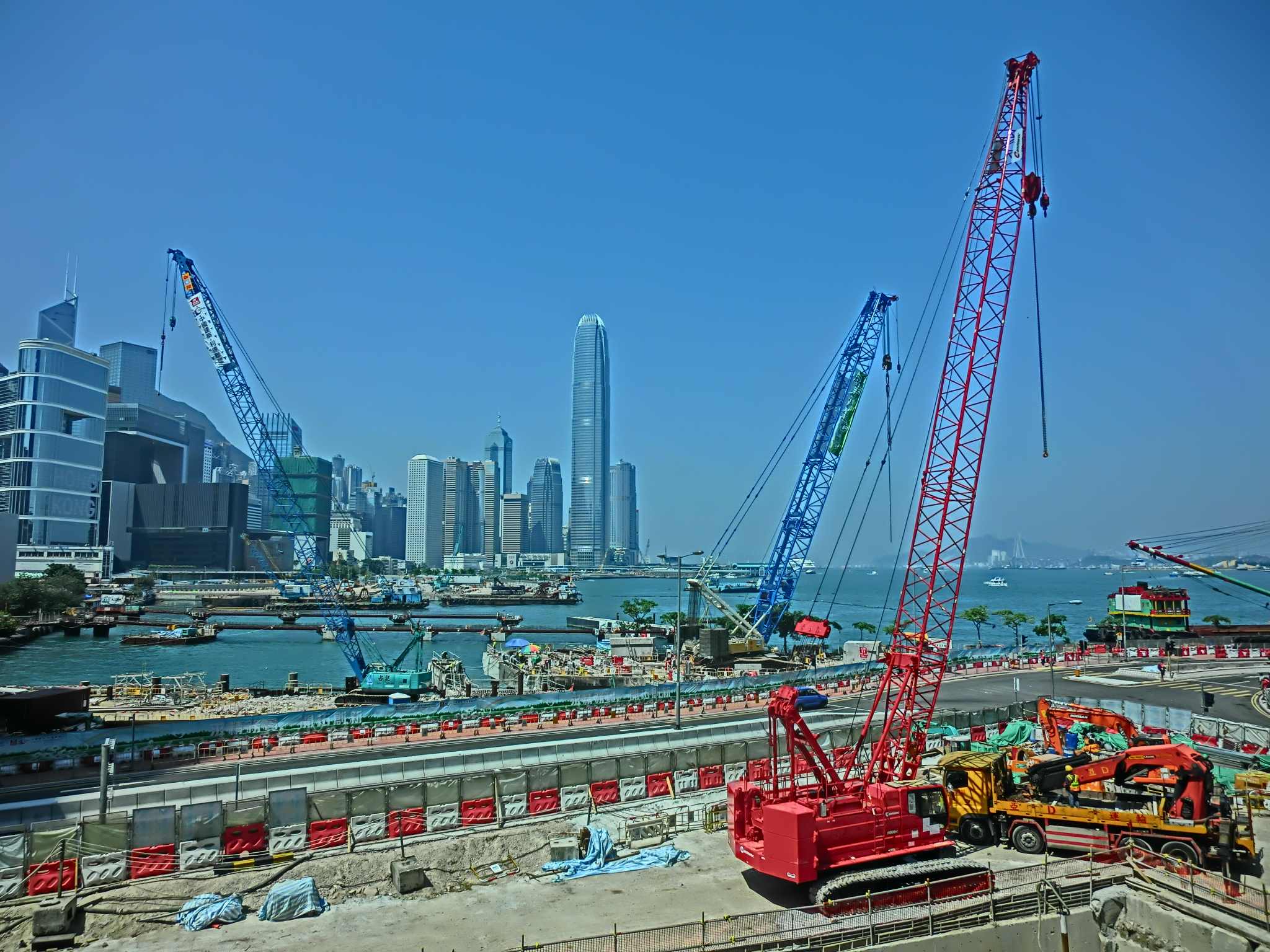
香港湾仔北一工地内的履带吊
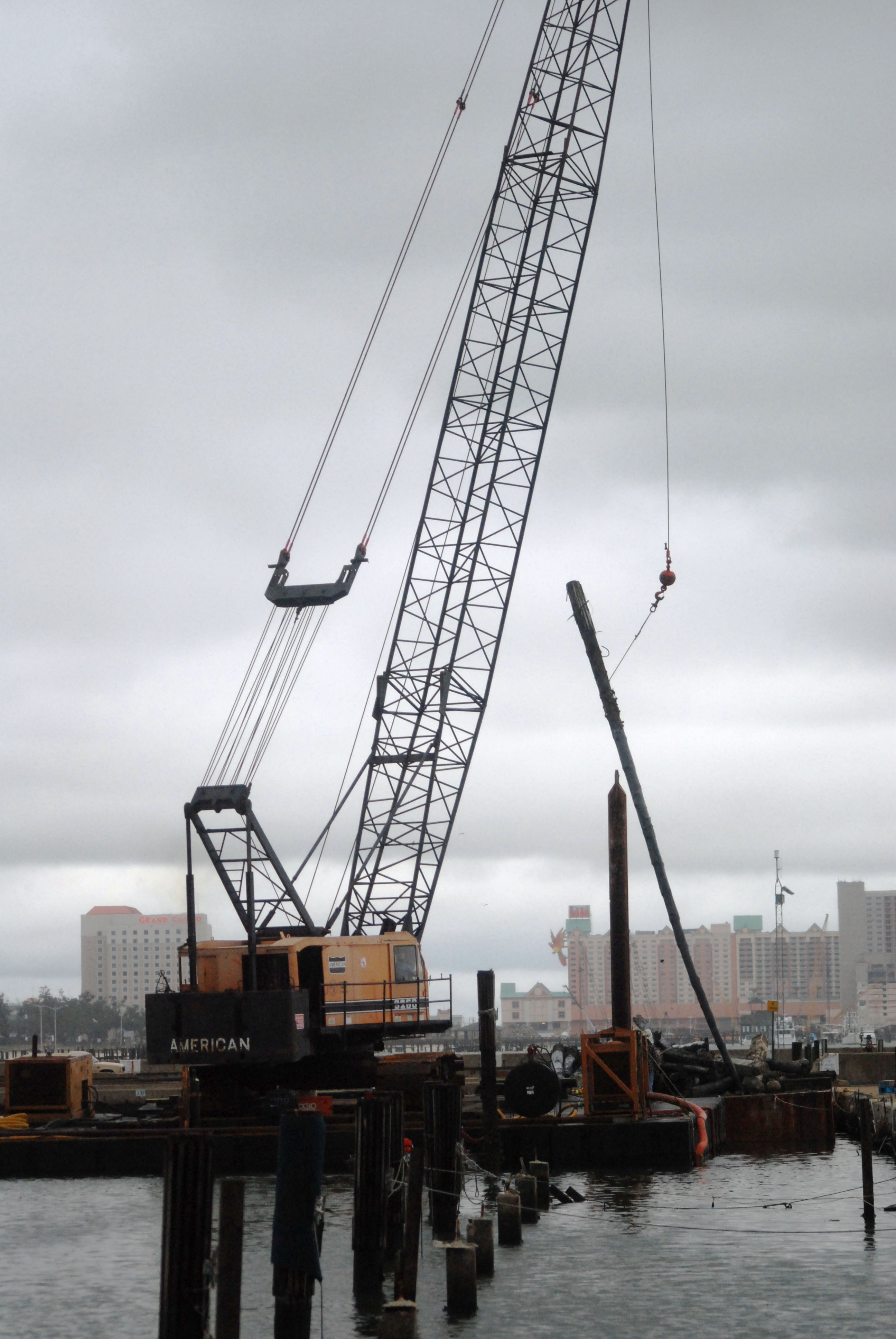
正在美国一港口施工的履带吊
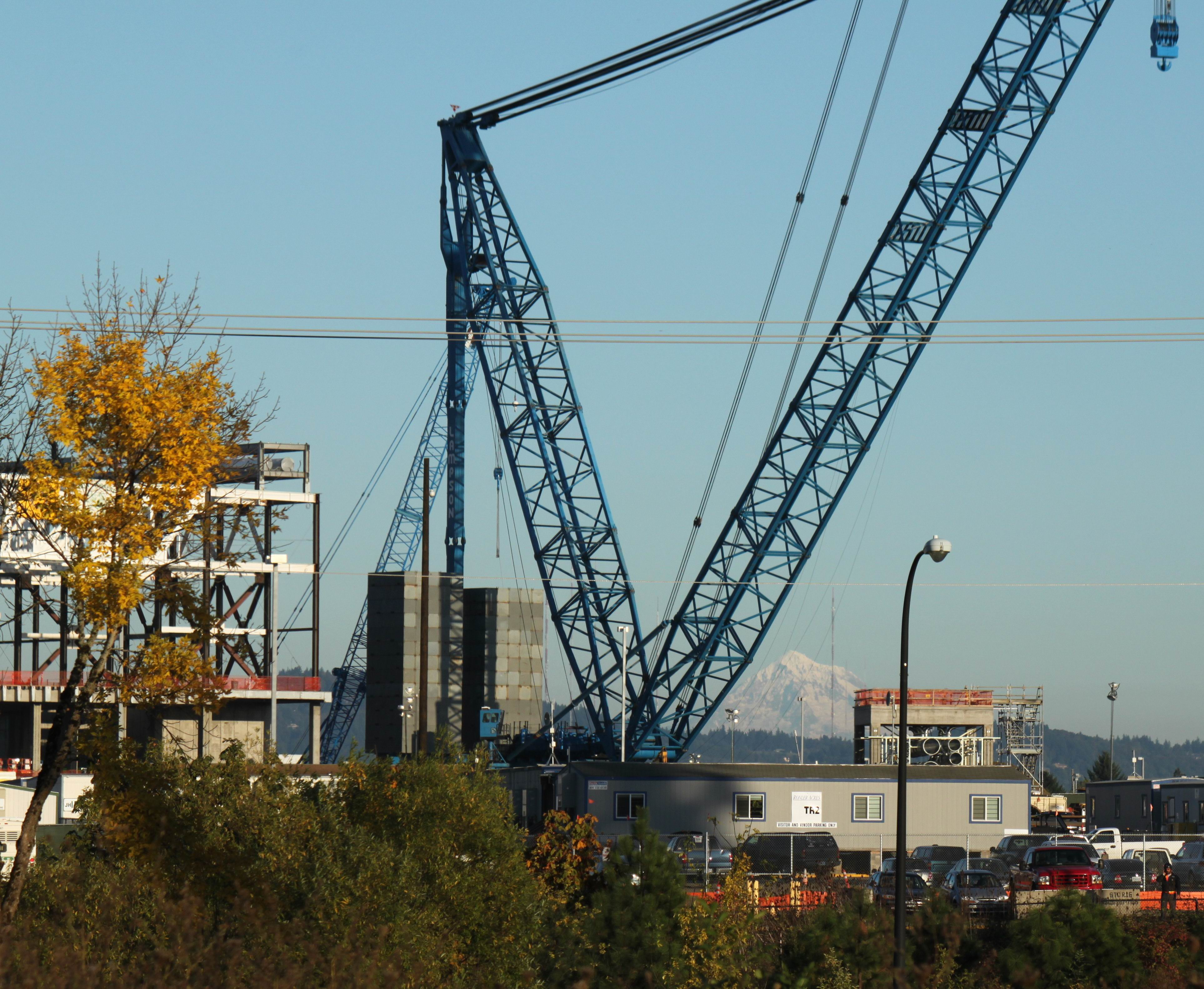
美国胡德雪山前的一台工作中的履带吊